# Orlando Polmonari
Orlando Polmonari (Ferrara, 11 marzo 1924 – Ferrara, 27 agosto 2014) è stato un ginnasta italiano.
Inizia ad allenarsi alla fine del 1938, interrompendo quando fu deportato in Germania dall'esercito tedesco con un carico di cavalli, come punizione per aver dato uno schiaffo a un ufficiale.
Al rientro dalla prigionia dopo sei anni, riprende l'attività sportiva raggiungendo alti risultati alle Olimpiadi di Helsinki ed alle Olimpiadi di Roma. Aveva ripreso ad allenarsi nel 1948 per le Olimpiadi di Londra, cui non poté però partecipare per motivi finanziari. Avrebbe dovuto partecipare anche alle Olimpiadi di Melbourne, ma per un contrasto con la federazione la squadra azzurra restò in Italia.
Dopo i Giochi del Mediterraneo ad Alessandria d'Egitto rimane fermo per due anni per problemi fisici, ma nel 1954 vince le selezioni necessarie per accedere ai campionati del mondo a Mosca, ai quali non viene mandato per ragioni politiche.
Ha svolto tutta la sua carriera agonistica e da allenatore all'interno della Palestra Ginnastica Ferrara.
Conclusa l'attività agonistica dopo aver ottenuto il titolo di Cavaliere al merito sportivo, Polmonari si è dedicato all'insegnamento della ginnastica e alla pittura.

## Palmarès
- 1950 - Concorso internazionale di Firenze (al 4º posto con la squadra)
- 1951 - Giochi del Mediterraneo ad Alessandria d'Egitto (al 2º posto con la squadra)
- 1952 - Olimpiadi di Helsinki (al 10º posto con la squadra)
- 1955 - Collegiali di Schio per la preparazione ai Giochi del Mediterraneo
- 1955 - Giochi del Mediterraneo di Barcellona (1º posto per la squadra azzurra e 4º posto al cavallo per Orlando).
- 1956 - Vince il titolo italiano
- 1960 - Olimpiadi di Roma (3º posto con la squadra azzurra).